# Liste des territoires du Saint-Empire romain germanique
 (janvier 2024).
Si vous disposez d'ouvrages ou d'articles de référence ou si vous connaissez des sites web de qualité traitant du thème abordé ici, merci de compléter l'article en donnant les références utiles à sa vérifiabilité et en les liant à la section « Notes et références ».

Le Saint-Empire vers l'an Mille.

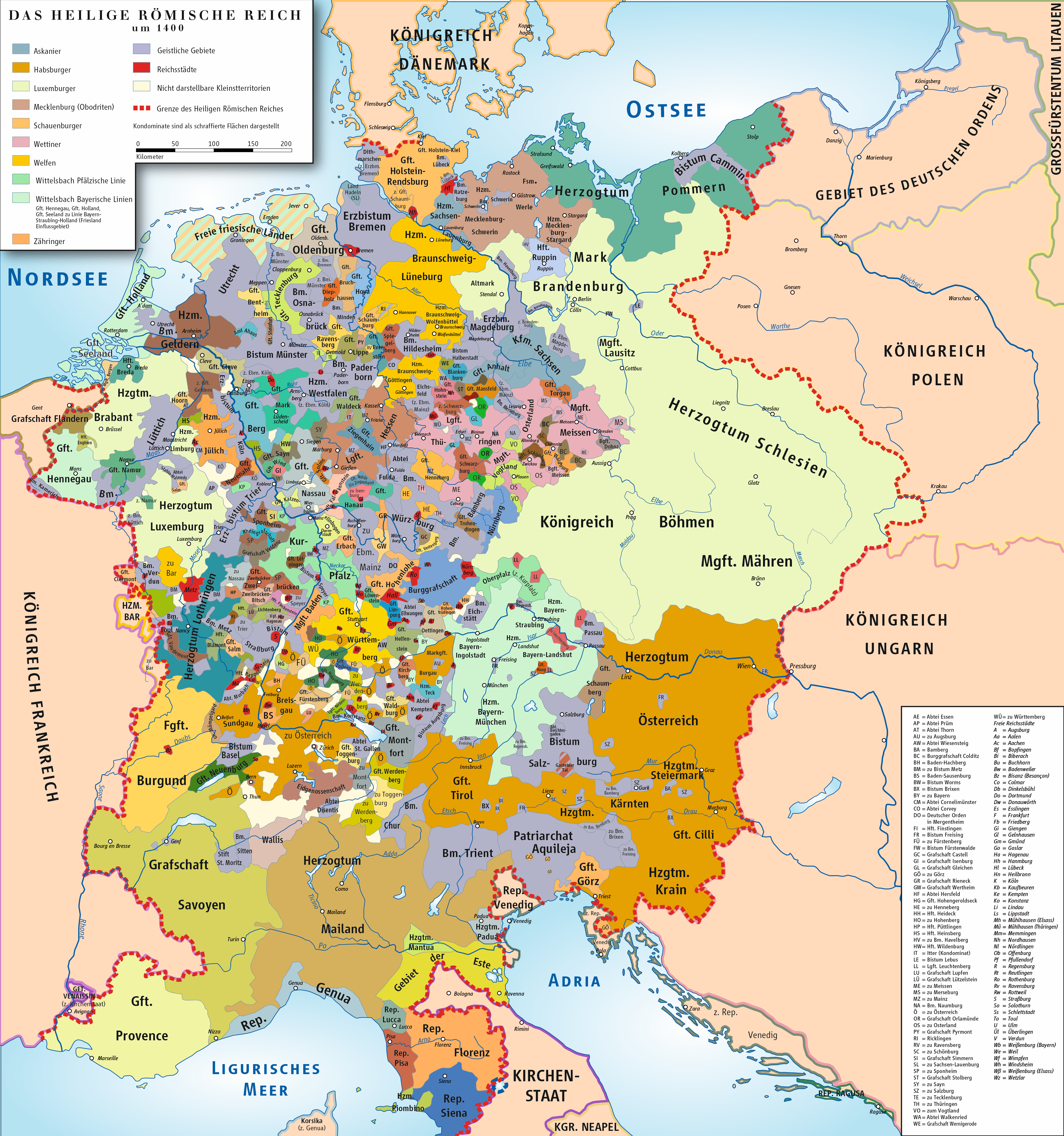
Carte du Saint-Empire romain germanique vers l'an 1400.

Carte du Saint-Empire romain germanique en 1648

Cet article recense les territoires ayant fait partie du Saint-Empire romain germanique à un moment quelconque de son histoire entre 962 et 1806.

## Vue d'ensemble
Le Saint-Empire romain germanique est un regroupement politique de territoires situés en Europe occidentale et centrale (principalement sur le territoire de l'Allemagne, l'Autriche, la Tchéquie et l'Italie), et dirigé par un empereur. Il s'étend géographiquement de la Meuse et du Rhône à l'Ouest à l'Elbe à l'Est, et de la mer du Nord au sud de la Toscane. Il succède à la Francie orientale et la Francie médiane (royaume de Bourgogne et duché de Lorraine). Le couronnement impérial d'Otton Ier en 962 est considéré comme l'acte de naissance du Saint-Empire romain germanique.
Ce qu'on a pu appeler le « royaume de Germanie » est alors composé des cinq duchés ethniques qui donnent en partie naissance aux territoires de l'Empire : Saxe, Lorraine, Franconie, Souabe, Bavière, auxquels s'ajoutent le duché de Bohême et le royaume d'Italie et ses composants,,,,.

### Organisation
L'Empire est composé de territoires de taille et d'importance divers, qui peuvent être regroupés de la façon suivante.

#### Électorats
D'abord les sept électorats, crées par la Bulle d’Or de 1356,. Ce sont :
- les principautés archiépiscopales de :
  - Mayence (780, créée dans le duché de Franconie, à 1803, transformée en diocèse)[17],[18] ;
  - Trèves (902, créée en Lotharingie, à 1803, cédée à la France et au Nassau-Weilbourg)[19] ;
  - Cologne (Xe siècle, créée en Lotharingie, à 1803, cédée à la France, au Hesse-Darmstadt  et au duché d'Arenberg-Meppen)[20].
- le Duché de Saxe (1356, élévation du Saxe-Wittemberg en électorat, à 1806, élevé en royaume)[21] ;
- le Comté palatin du Rhin (1085, crée en Lotharingie, à 1803, élevé en royaume)[22] ;
- le Margraviat de Brandebourg (1157, succède à la marche du Nord et en 1561, à la principauté épiscopale de Brandebourg, à 1806, transformée en province du royaume de Prusse)[23],[24] ;
- le royaume de Bohême (1212, élévation du duché, à 1804, quand elle devient partie intégrante de l'empire d'Autriche nouvellement crée)[25].

Auxquels on ajoutera plus tard : les électorats de Bade (1803), de Salzbourg (1803), de Hanovre (1692) et de Hesse (1803-1807) ainsi que les duchés de Bavière (1623), et de Wurtemberg (1803).

#### Principautés, prévôtés et comtés
- Les principautés[33] et principautés épiscopales ou archi-épiscopales[16],[34]
- Les comtés et prévôtés[33]

#### Villes libres d'Empire
- Les villes d’Empire[16],[33]

#### Autres
- Le royaume de Prusse (1701, création, à 1806 quand il devient indépendant jusqu'à son intégration dans la Confédération germanique en 1815)[35],[36].
- L’archiduché d’Autriche (1453, élévation du duché, à 1804, quand il devient partie intégrante de l'empire d'Autriche)[37],[38].
- Autres territoires de tailles et d'importance divers : duchés, margraviats[39], burgraviats[40], landgraviats, comtés palatins, marquisats, baronnies, bailliages (dont les bailliages de l’Ordre teutonique)[41] et sénéchaussées.

### Tendances de l'évolution territoriale

Evolution du territoire du Saint-Empire (962-1806).

La structure politique précise de l'Empire, ainsi que les territoires qui le composent, ont évolué au cours de son existence. Bien que ces changements soient presque constants, on peut relever quelques grandes périodes :

#### De la fondation à l'apogée
Comme vu plus haut, le Saint-Empire constituait à l'origine le « royaume de Germanie », le nord de l'Italie, la Bohême et quelques autres territoires limitrophes. L'Empire atteint son apogée d'extension territoriale au XIIIe siècle,.

#### Kleinstaaterei
Face à l'empereur, on assiste à l'avènement des princes puis des principautés. L'Empire se morcelle en une multitude d'États princiers dont certains se démarquent : les électorats archiépiscopales, le duché de Brunswick (Hanovre), le palatinat du Rhin, les landgraviats de Hesse et de Thuringe, le royaume de Bohême, et l'archiduché d'Autriche.

#### Le repli sur la «Germanie»
Après la grandeur, le déclin. Au cours des siècles suivants, le Saint-Empire se replie sur ses terres germaniques.
L'empereur perd progressivement le contrôle au Nord de l'Italie (avec l'essor des États pontificaux, la perte du duché de Milan à la suite des guerres d'Italie, etc., qui bénéficiaient déjà d'une grande autonomie). Les anciens territoires lotharingiens sont progressivement annexés par la France : l'ancien royaume d'Arles (Dauphiné, Lyonnais, Vivarais) ainsi que le duché de Lorraine. Enfin, à l'issue de la guerre de Trente Ans, les Provinces Unies et la Suisse voient leur indépendance reconnue par les traités de Westphalie.
À la veille du XVIIIe siècle, le Saint-Empire n'inclut principalement plus que les principautés allemandes, l'archiduché d'Autriche et des terres de la couronne de Bohême.

#### L'essor de la Prusse et de l'Autriche
L'Autriche (dès le XVe siècle) et la Prusse (à partir de 1701) affirment leur puissance jusqu'à la fin du Saint-Empire en 1806. Ce sont les noyaux des futurs états modernes d'Allemagne et d'Autriche,.

## Liste des territoires du Saint-Empire
- Haut – A
- B
- C
- D
- E
- F
- G
- H
- I
- J
- K
- L
- M
- N
- O
- P
- Q
- R
- S
- T
- U
- V
- W
- X
- Y
- Z

En raison de la longue période et des changements territoriaux et politiques récurrents, il est difficile d'établir une liste définitive de tous les territoires ayant fait partie du Saint-Empire à un moment ou à un autre. Les estimations restent impressionnantes.
Les listes ci-dessous sont assez exhaustives mais ne se veulent pas complètes.

### Liste des tableaux alphabétiques
- Liste des territoires du Saint-Empire (A)
- Liste des territoires du Saint-Empire (B)
- Liste des territoires du Saint-Empire (C)
- Liste des territoires du Saint-Empire (D)
- Liste des territoires du Saint-Empire (E)
- Liste des territoires du Saint-Empire (F)
- Liste des territoires du Saint-Empire (G)
- Liste des territoires du Saint-Empire (H)
- Liste des territoires du Saint-Empire (I)
- Liste des territoires du Saint-Empire (J)
- Liste des territoires du Saint-Empire (K)
- Liste des territoires du Saint-Empire (L)
- Liste des territoires du Saint-Empire (M)
- Liste des territoires du Saint-Empire (N)
- Liste des territoires du Saint-Empire (O)
- Liste des territoires du Saint-Empire (P)
- Liste des territoires du Saint-Empire (Q)
- Liste des territoires du Saint-Empire (R)
- Liste des territoires du Saint-Empire (S)
- Liste des territoires du Saint-Empire (T)
- Liste des territoires du Saint-Empire (U)
- Liste des territoires du Saint-Empire (V)
- Liste des territoires du Saint-
Empire (W)
- Liste des territoires du Saint-Empire (Z)

### A

#### Liste
- Aach (de), seigneurie[56]
- Aalen, ville d'Empire(1360-1803, Wurtemberg)[57],[58],[59]
- Aarberg (ou Aarburg), seigneurie[60]
- Abensberg-Traun, seigneurie puis comté[57],[58]
- Achalm (de), comté[57],[61]
- Adendorf, seigneurie, baronnie, comté et principauté
- Ahr, comté
- Aichen, seigneurie
- Aix-la-Chapelle, ville d'Empire[62],[63]
- Albeck, seigneurie
- Albon, comté[64] (FR)
- Aldenburg, seigneurie, baronnie puis comté
- Aletzheim, comté
- Allersberg, seigneurie
- Alost, comté
- Alsace, grand-bailliage (FR)
- Alsace (Basse), voir à B : Basse-Alsace
- Alsace (Haute), voir à H : Haute-Alsace
- Alsace et Bourgogne, bailliage de l'Ordre Teutonique
- Altena, comté
- Altena-Berg, comté
- Altensteig, seigneurie
- Alpheim, comté
- Alschausen, comté[61],[57]
- Alt-Bruchhausen, comté
- Alt-Eberstein, comté
- Alt-Katzenelnbogen, comté
- An der Etsch (en), marche, bailliage de l'Ordre Teutonique
- Andechs, comté
- Andechs-Meran, duché
- Andelfingen, seigneurie
- Anhalt, comté et duché[65]
  - Anhalt-Aschersleben, principauté
  - Anhalt-Bernbourg, duché
  - Anhalt-Bernbourg-Schaumbourg-Hoym, principauté
  - Anhalt-Dessau, principauté
  - Anhalt-Dornbourg, principauté
  - Anhalt-Harzgerode, principauté
  - Anhalt-Köthen, duché
  - Anhalt-Mühlingen, principauté
  - Anhalt-Köthen-Pless, principauté
  - Anhalt-Plötzkau, principauté
  - Anhalt-Zeitz-Hoym, principauté
  - Anhalt-Zerbst, principauté
- Anholt (en), seigneurie et comté[66]
- Ansbach, principauté
- Anvers, margraviat[67]
- Aoste, duché (IT)
- Appenzell, vallée impériale
  - Appenzell Rhodes-Extérieures, vallée impériale
  - Appenzell Rhodes-Intérieures, vallée impériale
- Apremont, seigneurie puis comté (Apremont-Lynden depuis 1676) (FR)
- Arenberg, comté et duché[65]
- Arles, royaume (1032-1366) (FR)
- Arlon, comté et margraviat (BE)
- Arnsberg, comté
- Artois, comté[67] (1477-1659) (FR)
- Asch, seigneurie
- Aschaffenbourg, principauté
- Asswiller, seigneurie
- Auersperg, principauté[65]
  - Auersperg-Schönfeldscher, principauté
  - Auersperg-Zweig, principauté
- Augsbourg, principauté épiscopale
- Augsbourg, ville impériale[58],[57]
- Augsbourg, abbaye[68]
- Anholt (en) Aulendorf, seigneurie[57]
- Autriche, archiduché[65],[69]
- Autriche, bailliage de l'Ordre Teutonique[69]
- Autriche (Haute) : voir à H : Haute-Autriche

### B
- Baar, landgraviat (962-1806)[57]
- Babenhausen, seigneurie (XIIe-1803), principauté d'Empire (1803-1806)
- Babenhausen-Mindelheim-Cellmünz, seigneurie
- Bade, margraviat (962-1190/1771-1803)[70], électorat (1803-1806)
  - Bade-Bade, margraviat (1190-1771 avec interruptions)[57],[65],[70]
  - Bade-Durlach, margraviat (1515-1571)[57],[65],[70]
  - Bade-Eberstein, marche (1283-1660)[65],[57],[71]
  - Bade-Hachberg, marche (1190-1415)[70](1482-1488/1577-1591)
  - Bade-Pforzheim, marche (1503-1583)
  - Bade-Rodemachern (de), marche (1600-
  - Bade-Rodenheim, marche
  - Bade-Sausenberg, marche (1190-1503)[70]
  - Bade-Sponheim, marche (1515-1553)
  - Bade-Teck, margraviat (1152-1438)[72]
- Badenweiler, seigneurie
- Baindt, abbaye[73],[57]
- Bamberg, évêché[74]
- Bar, comté puis duché puis « partie non mouvante » du duché (962-1737) (FR)
- Barby, comté d'Empire
- Barmstedt
- Bâle, évêché[74],[75]
- Bâle, ville libre
- Bassenheim, seigneurie d'Empire
- Basse-Alsace, landgraviat (voir aussi : Alsace) (FR)
- Basse-Bavière, duché
- Basse-Lotharingie, duché
- Bavière, duché, électorat, royaume[65],[76],[77]
  - Bavière-Ingolstadt, duché
  - Bavière-Landshut, duché
  - Basse-Lusace, margraviat
  - Bavière-Munich, duché
  - Bavière-Straubing, duché
  - Bavière (Basse), duché[78]
- Bavière (Haute), voir à H : Haute-Bavière
- Bayer-Naumburg, seigneurie
- Bayreuth, principauté
- Beckenried, abbaye d'Empire
- Bedburg, comté
- Beichlingen, seigneurie
- Beilstein (en), seigneurie
- Belfort, juridiction (FR)
- Belody, Principauté
- Bénévent, duché
- Bentheim, comté, comté d'Empire[66]
  - Bentheim-Alpen, comté
  - Bentheim-Bentheim, comté
  - Bentheim-Limburg, comté
  - Bentheim-Lingen, comté
  - Bentheim-Steinfurt, comté
  - Bentheim-Tecklenburg, comté
  - Bentheim-Tecklenburg-Rheda, comté

- Bentinck (en), comté d'Empire
- Berchtesgaden, abbaye, prévôté[74]
- Berg, comté (XIIe-1380) puis duché (1380-1423/1614-1813)[79]
  - Berg-Juliers, comté (1423-1437)[80]
  - Berg-Juliers-Ravensberg (1437-1511)[80]
- Berlebourg, seigneurie[75]
- Berne, ville libre
- Besançon, archevêché[74] (962-1678) (FR)
- Besançon, ville libre[67] (962-1678) (FR)
- Beuron, abbaye
- Biberach, ville libre[58],[57]
- Billungenmark, marche
- Bilstein, comté
- Birkenfeld (de), comté
- Bitburg, abbaye
- Bitche, seigneurie puis comté (962-1737, avec interruptions) (FR)
- Blâmont (Blankenberg), seigneurie puis comté (962-1737) (FR)
- Blankenburg (en), principauté
- Blankenheim, seigneurie, comté, comté d'Empire
- Blankenheim et Gerolstein, comté
- Blankenheim-Schleiden, seigneurie
- Bludenz, comté
- Blumenegg, seigneurie, comté impérial
- Bohême, principauté, duché, royaume[76],[81]
- Bomelburg, baronnie
- Bonndorf, comté-abbaye Saint-Blaise[61],[57]
- Boos, seigneurie
- Bopfingen, ville libre[58],[57]
- Bouillon, comté, duché (BE)
- Bourgogne, comté « franc »[67] (Franche-Comté) (962-1678) (FR)
- Brabant, landgraviat, duché[67] (BE)
- Brakel, ville libre
- Brandebourg, marche (1150-1701)[76],[82],[83]
- Brandebourg, principauté épiscopale (948-1598)[84]
- Brandebourg-Küstrin, marche
- Brauneck, comté
- Breda, baronnie
- Bregenz, comté
- Brehna, comté
- Brisgau, comté, landgraviat[69]
- Brisgau, duché
- Breisgau-Modena, duché
- Breitenbrunn, seigneurie d'Empire
- Breiteneck, seigneurie d'Empire
- Archevêché de Brême, archevêché
- Brême, duché[65]
- Brême, ville libre[63]
- Brena, baronnie
- Breslau, évêché
- Bretzenheim, comté d'Empire, principauté d'Empire[75]
- Brixen, principauté épiscopale[74],[69]
- Broich, seigneurie
- Bruchhausen, comté
- Bruchsal and Odenheim, abbaye
- Brunswick, duché
  - Brunswick-Bevern, duché
  - Brunswick-Calenberg, duché[65]
  - Brunswick-Calenberg-Gottingen, duché
  - Brunswick-Celle, duché[65]
  - Brunswick-Celle, duché
  - Brunswick-Göttingen, duché
  - Brunswick-Grubenhagen, duché[65]
  - Brunswick-Lunebourg, duché et Électorat de Hanovre[76],[85]
  - Brunswick-Wolfenbuttel, duché[65]
- Buchau, abbaye[61],[57]
- Buchau, ville libre[58],[57]
- Buchhorn, ville libre[58],[57]
- Burgau (de), marche
- Burgbrohl, seigneurie
- Büdingen, seigneurie[75]
- Burresheim, seigneurie
- Burtscheid, abbaye
- Butzweiler, seigneurie
- Buxheim, abbaye

### C
- Cambrai, archevêché (Xe-1686?, FR)
- Cammin, évêché, principauté[65]
- Carinthie, duché[69]
- Carniole, duché[69]
- Castell, comté[86]
- Clèves, comté (Xe-1417) puis duché (1417-1461/1614-1803, République batave, 1815, Prusse)[79]
- Clèves-La Marck (1461-1521)[80]
- Clèves-La Marck-Juliers-Berg-Ravensberg (1521-1609, Brandebourg, Saxe, Palatinat-Neubourg, Palatinat-Deux-Ponts)[79]
- Coire, principauté épiscopale[74],[69]
- Coblence, bailliage de l'Ordre Teutonique[68]
- Colloredo, principauté[61]
- Colmar, ville libre (Xe-1680, FR)
- Cologne, électorat[76]
- Cologne, ville libre[63]
- Constance, évêché[74],[57]
- Cornélimunster, abbaye[68]
- Corvey, évêché[74]
- Créhange, seigneurie puis comté[87],[75] (1617-1697[88], 1765-1793) (FR)

### D

#### Liste
- Dagsbourg (ou Dabo), comté[75] (?-1793)
- Dagstuhl, seigneurie[75]
- Daun, seigneurie[75]
- Deux-Ponts, palatinat [65],[75]
- Deux-Ponts, comté
- Deux-Ponts-Bitche, comté
- Diepholz, comté[66]
- Dietrichstein, principauté[65]
- Dinkelsbuhl, ville libre[58],[57]
- Donauworth, ville libre
- Dortmund, ville libre[63]
- Drenthe, comté[67]
- Dyck, seigneurie[66]

### E
- Eberstein (de), comté[61],[57]
- Edelstetten, abbaye
- Eglingen, seigneurie[61],[57]
- Egloff, seigneurie[61],[57]
- Eichstätt, évêché[74]
- Elchingen, abbaye[73],[57]
- Ellwangen, prévôté[74],[57]
- Erbach, comté[86]
- Esslingen, ville libre[58],[57]

### F
- Fagnolle, comté[66] (?-1792) (BE)
- Falkenstein (Rhénanie-Palatinat), comté[75]
- Fénétrange, seigneurie puis baronnie (XIIe siècle-1790) (FR)
- Ferrette, comté (1104-1648)[89]
- Flandre, comté[67] (BE, FR)
- Fleckenstein, seigneurie puis baronnie (1129-1720)
- Francfort-sur-le-Main, ville libre[63],[75]
- Franckenstein, seigneurie puis baronnie (1230-1662)
- Friedberg, ville libre[63],[75]
- Frioul, duché[69]
- Frise, seigneurie[67]
- Frise orientale, comté
- Frisingue, évêché[74]
- Fugger, comté[61],[57]
- Fulda, abbaye puis évêché[74],[75]
- Fürstenberg, principauté[65]

### G
- Gandersheim, abbaye[68]
- Gehmen, seigneurie[66] des comtes de Limburg Stirum jusqu'en 1800
- Gengenbach, abbaye[73],[57]
- Gengenbach, ville libre[58],[57]
- Genève, principauté épiscopale[90]
- Gernrode, abbaye[68]
- Giech, comté[86]
- Giengen, ville libre[58],[57]
- Gimborn, seigneurie[66]
- Goritz, comté[69]
- Goslar, ville libre[63]
- Grævenitz, comté[86]
- Grehweiler, seigneurie[75]
- Groningue, seigneurie[67]
- Gronsfeld, comté[66]
- Grumbach, seigneurie[75]
- Gueldre, duché[67] (NL)
- Gundelfingen, seigneurie[57]
- Guttenzell, abbaye[73],[57]

### H
- Margraviat de Hachberg[57]
- Haguenau, ville libre
- Hainaut, comté[67]
- Halberstadt, principauté[65](781-1648, Brandebourg)[91]
- Hambourg, ville libre[63]
- Hanau-Lichtenberg, comté[75]
- Hanau-Münzenberg, comté[75]
- Hanovre, électorat
- Hans et Jacob, seigneurie[57]
- Harrach, comté[61]
- Hausen, seigneurie[57]
- Haute et Basse-Silésie : voir à S : Silésie
- Haute-Alsace, landgraviat (voir aussi : Alsace) (FR)
- Haute-Autriche (de), archiduché
- Haute-Bavière, duché
- Haute-Lotharingie (de), duché
- Haute-Lusace, margraviat
- Haut-Palatinat, district
- Havelberg, principauté épiscopale (946-1598)[92]
- Hechingen, principauté[57]
- Heggbach, abbaye[73],[57]
- Heilbronn, ville libre[58],[57]
- Heiligenberg (de), comté[61],[57]
- Heitersheim, États du Grand Prieur de Malte[74],[75]
- Helfenstein, comté[61]
- Henneberg, comté princier[65]
- Herford, abbaye
- Hersfeld, principauté[65],[75]
- Hesse, landgraviat
  - Hesse-Cassel, landgraviat[65],[75]
  - Hesse-Darmstadt, landgraviat[65],[75]
- Hildesheim, évêché[74]
- Hohenlohe, comté[86]
- Hohenems, comté[61],[57]
- Hohengeroldseck, comté[61],[57]
- Hohenowen, seigneurie[57]
- Hohensolms, seigneurie[75]
- Hohenzollern, principauté[65]
- Hollande, comté[67]
- Holstein-Glückstadt, duché[65]
- Holstein-Gottorp, duché[65],[66]
- Holzappel, comté[66]
- Hoya, comté[66]

### I
- Idstein, seigneurie[75]
- Irsee, abbaye[73],[57]
- Isembourg, comté
  - Isembourg-Birstein, comté[87],[75]
  - Isembourg-Büdingen, comté[87]
  - Isembourg-Meerholz, comté[87]
  - Isembourg-Wæchtersbach, comté[87]
- Isny, abbaye[73],[57]
- Isny, ville libre[58]

### J
- Juliers, duché (1356-1423, Berg/1614-1815, Prusse)[93]
- Justingen, comté[57]

### K
- Kaisersheim, abbaye[73],[57]
- Kaufbeuren, ville libre[58],[57]
- Kaysersberg, ville libre
- Kempten, abbaye[74],[57]
- Kempten, ville libre[58],[57]
- Kerpen, seigneurie[66]
- Khevenhuller, comté[61]
- Kinzigerthal, seigneurie[57]
- Klettgau, landgraviat[61],[57]
- Kœnigsegg, comté[61],[57]
- Kœnigstein-en-Wettéravie, seigneurie[75]
- Kufstein, comté[61]

### L
- La Marck, comté (1203, Altena - 1461, Clèves/1614-1815, Prusse)[80]
- La Tour-et-Taxis, principauté[65]
- Landsberg, margraviat
- Laubach, seigneurie[75]
- Lautereck, comté palatin[65],[75]
- Lautern, comté palatin[65],[75]
- Lebus, principauté épiscopale (965-1598)[94]
- Leuchtenberg, landgraviat[65]
- Leutkirchen, ville libre[58],[57]
- Lichtenberg, seigneurie puis comté (Hanau-Lichtenberg)[75] (XIIe-1789) (FR)[89]
- Liechtenstein, principauté[65],[57]
- Liège, principauté[74]
- Limbourg, comté (Limburg Stirum)[86]
- Limbourg, duché[67]
- Linange-Dagsbourg (Leiningen-Dachsburg) : voir Dabo (? – 1793) (FR)
- Linange-Hartenbourg, comté[87]
- Linange-Heidesheim, comté[87]
- Lindau, abbaye[57]
- Lindau, ville libre[58],[57]
- Lindow, comté (?-1457, Anhalt)[95]
- Lingen (1547-1555, Espagne/1588-1813, Prusse)[96]
- Lippe, comté[66]
- Lobkowitz, principauté[65]
- Löwenstein-Wertheim, comté[86]
- Lorraine, duché
- Lotharingie : voir à H : Haute-Lotharingie
- Lübeck, principauté épiscopale[74]
- Lübeck, ville libre[63]
- Lusace (Basse), margraviat : voir à B : Basse-Lusace
- Lusace (Haute), margraviat : voir à H : Haute-Lusace
- Luxembourg, comté puis duché[67]

### M
- Magdebourg, principauté archiépiscopale (968-1648)[97]
- Magdebourg, duché fief de Brandebourg (1648-1807, Westphalie)[65],[97]
- Malines, seigneurie[67] (B)
- Manderscheid (de), comté
- Mansfeld, comté
- Mantoue, duché
- Marchtal, abbaye
- Mayence, électorat[76],[98]
- Mecklembourg, duché
  - Mecklembourg-Güstrow, duché[65]
  - Mecklembourg-Schwerin, duché[65]
  - Mecklembourg-Stargard, duché
  - Mecklembourg-Strelitz, duché
- Meerholz, seigneurie[75]
- Meissen (de), principauté épiscopale
- Meissen, margraviat
- Memmingen, ville libre[58]
- Mersebourg, principauté épiscopale
- Metz, principauté épiscopale (?-1648)[99]
- Metz, ville libre (1234 – 1552) (FR)
- Milan, duché
- Mindelheim, seigneurie[57]
- Minden, principauté épiscopale[65](803-1648)[100]
- Minden, principauté fief de Brandebourg (1648-1807, Westphalie)[101]
- Modène et Reggio, duché
- Modène-Breisgau (de), duché
- Mœskirch, seigneurie[57]
- Moers, seigneurie (XIIIe-1397)[96], comté (1397-1707)[96] et principauté (1707-1815, Prusse)[96]
- Montbéliard, principauté[65] (? – 1793) (FR)
- Montfort, comté[61]
- Moravie, margraviat
- Mulhouse, ville libre[63] (? – 1798) (FR)
- Mühlhausen, ville libre
- Münster, principauté épiscopale[74]
- Münster, ville libre (1575 – 1790) (FR)
- Munster (Alsace), abbaye (Xe siècle – 1790) (FR)
- Münster, principauté
- Munsterbilzen, abbaye
- Murbach, abbaye[74] (727, fondation/1228/1548, principauté – 1790)[102]
- Muri, abbaye
- Mosbach, ville libre
- Munzfelden, seigneurie[75]
- Mylendonk, seigneurie[66]

### N
- Nalbacher Tal (de), seigneurie
- Namur, comté[67]
- Nassau, comté
  - Nassau-Beilstein, comté
  - Nassau-Dietz, principauté
  - Nassau-Dillenbourg, principauté[65]
  - Nassau-Hadamar, principauté[65]
  - Nassau-Idstein (de), comté
  - Nassau-Orange-Fulde, principauté (1803 – 1806)
  - Naussau-Orange, principauté
  - Nassau-Sarrebruck, principauté
  - Nassau-Siegen, principauté
  - Nassau-Usingen, principauté[87]
  - Nassau-Weilbourg, principauté[87]
- Naumbourg-Zeitz, principauté épiscopale
- Neipperg, comté[61]
- Nellenburg (de), landgraviat
- Neresheim, abbaye impériale[73],[57]
- Neubruchhausen, comté
- Neubourg (de), comté palatin[65]
- Neubourg, duché : voir à P : Palatinat-Neubourg
- Neuenahr (de), comté (1107-1545, duché de Juliers)[80]
- Neuchâtel, comté
- Niedermunster, abbaye[68]
- Nouvelle-Marche, principauté
- Nomény (de), margraviat[75] (1667 – 1806) (FR)
- Nordgau, comté (FR)
- Nordhausen, ville libre[63]
- Nördlingen, ville libre[58]
- Northeim (de), comté
- Nuremberg, burgraviat
- Nuremberg, ville libre[58]

### O
- Obernai, ville libre (v. 1280 – 1679) (FR)
- Obermarchtal, voir à M : Marchtal, abbaye[73],[57]
- Obermunster (de), abbaye[68]
- Oberschönenfeld, abbaye
- Oberstein-Falkenstein
- Ochsenhausen, abbaye[73],[57]
- Ochsenstein, seigneurie
- Odenheim, prévôté[68],[75]
- Œttingen, comté puis principauté[61],[57]
  - Œttingen-Baldern, seigneurie[57]
  - Œttingen-Wallerstein, seigneurie[57]
- Offenbourg, ville libre[58]
- Ollbruck, seigneurie[75]
- Oldenbourg, comté
- Oldenbourg, duché
- Opole, duché
- Orange, principauté
- Orsini de Rosenberg, comté[86]
- Ortenburg (de), comte[87]
- Osnabrück, évêché[74]
- Ostfrise, principauté[65]
- Ottobeuren, abbaye
- Ottweiler, seigneurie[75]
- Overijssel, seigneurie[67]

### P
- Paderborn, principauté épiscopale[74]
- Padoue, ville libre
- Palatinats :
  - Palatinat-Mosbach, comté palatin
  - Palatinat-Mosbach-Neumarkt, comté palatin
  - Palatinat-Neubourg, duché
  - Palatinat-Neumarkt, comté
  - Palatinat du Rhin, comté palatin : voir Comté palatin du Rhin
  - Palatinat-Simmern-Deux-Ponts, principauté
  - Palatinat-Soulzbach, duché
  - Palatinat-Veldenz, comté
  - Palatinat-Deux-Ponts, comté palatin
  - Palatinat : voir à H : Haut-Palatinat, district
- Parchim-Richenberg, seigneurie
- Parme et Plaisance, duché
- Passau, principauté épiscopale[74]
- Petershausen, abbaye[73],[57]
- Platten, comté[66]
- Pfullendorf, ville libre[58]
- Piombino, principauté
- Poméranie, duché (1170, 1182-1637)[103]
  - Poméranie-Barth (de), duché[65]
  - Poméranie-Demmin, duché[65]
  - Poméranie-Stettin, duché[65]
  - Poméranie-Stolp, duché[65]
  - Poméranie-Wolgast, duché[65]
- Posnanie, province prussienne (1772/1793-1815, Prusse)[104]
- Provence, comté
- Prüm, abbaye[74],[75]
- Prusse, royaume (1701-1806)[105]
- Puckler, comté[86]
- Puttelange, seigneurie (FR)
- Pyrmont, comté[66]

### Q
- Quedlinbourg, abbaye[68]
- Querfurt (Posnanie), principauté (?-1746)[104]

### R
- Rantzau (de), comté
- Rappoltstein (de), seigneurie
- Ratisbonne, ville libre[58]
- Ratisbonne, abbaye[68]
- Ratisbonne, principauté épiscopale[74]
- Ratzeburg (de), comté
- Ratzebourg, principauté[65]
- Raugrafen, comté
- Ravensbourg, ville libre[58]
- Ravensberg, comté (1141, Créhange - 1346, Berg/1614-1815, Prusse)[79]
- Reckheim (de), comté[86]
- Regenstein, comté (XIIIe-1670)[106]
- Reichelsberg, seigneurie[86]
- Reichenau, abbaye
- Reichenstein, seigneurie[66]
- Reifferscheid, seigneurie
- Reipoltskirchen, seigneurie[75]
- Reuss, seigneurie
  - Reuss-Greiz, seigneurie (1306), comté (1673) puis principauté (1778).
  - Reuss-Burgk, seigneurie (1596) puis comté (1673-1697).
  - Reuss-Dölau, seigneurie (1616) puis comté (1673-1698).
  - Reuss-Rothenthal, seigneurie (1668) puis comté (1673-1698).
  - Reuss-Gera, seigneurie (1564) puis comté (1673).
  - Reuss-Schleiz, seigneurie (1635), comté (1673) puis principauté (1806).
  - Reuss-Saalburg, seigneurie (1647-1666).
  - Reuss-Lobenstein, seigneurie (1647), comté (1673), puis principauté (1790).
  - Reuss-Ebersdorf, seigneurie (1671), comté (1673) puis principauté (1806).
  - Reuss-Hirschberg, comté (1678-1711).
- Reutlingen, ville libre[58]
- Rheineck, seigneurie[66]
- Rheingrafen, comté
- Rheins-Wolbeck (PE de Münster), principauté (?-1806, Berg)[104]
- Rhin, (Palatinat) voir à P : Palatinat du Rhin, comté palatin[76]
- Ribeaupierre, seigneurie (1114-1801, France)[89]
- Riedesel, seigneurie
- Rieneck, comté
- Rietberg, seigneurie[66]
- Rietberg, comté
- Rœdelheim, seigneurie[75]
- Roggenburg, abbaye[73],[57]
- Rosheim, ville libre (avant 1303 – 1679) (FR)
- Rostock, seigneurie
- Roth, abbaye[73],[57]
- Rothenbourg-sur-la-Tauber, ville libre[58]
- Rothenmunster (de), abbaye[73],[57]
- Rötteln, seigneurie
- Rottweil, ville libre[58]
- Rügen (de), principauté
- Rothenfels, seigneurie[57]
- Runkel, seigneurie
- Ruppin, comté (?-1524)[95]

### S

#### Liste
- Saarwerden, comté (XIIe-1629)[89]
- Salm, comté princier[87] puis principauté[65],[75] (1623 – 1793) (FR)
- Salem, abbaye impériale[73],[57]
- Salzbourg[74]
- Sarrebourg (Kaufmanns-Saarbrücken), ville libre (? – 1661) (FR)
- Sarrebruck, comté[75]
- Sassenburg, comté[66]
- Savoie, duché[65]
- Saxe, duché[76] (le duc est également prince-électeur et archimaréchal)(?-1180, cf. Stokvis 1893)[107]
  - Saxe-Altenbourg, duché[65]
  - Saxe-Cobourg, duché[65]
  - Saxe-Eisenach, duché[65]
  - Saxe-Gotha, duché[65]
  - Saxe-Lauenbourg, duché[65]
  - Saxe-Meiningen, duché[65]
  - Saxe-Querfurt, principauté
  - Saxe-Weimar, duché[65]
  - Sayn-Altenkirchen, seigneurie[66]
  - Sayn-Wittgenstein-Berlebourg, comté[87]
  - Sayn-Wittgenstein-Wittgenstein, comté[87]
- Schaumbourg, comté[66]
- Scheer et Eglingen, seigneurie[57]
- Schleiden, comté[66]
- Schœnbourg, principauté[87]
- Schöntal, abbaye
- Schussenried, abbaye[73],[57]
- Schwæbisch Gmund, ville libre[58]
- Schwäbisch Hall, ville libre[58]
- Schwarzbourg, principauté[65]
- Schwarzenberg, principauté[65]
- Schweinfurt, ville libre[58]
- Schwerin, principauté[65]
- Sélestat, ville libre
- Sigmaringen, principauté[57]
- Silésie, duché (1337/1342/1346-1742, Prusse, Autriche)[108],[109] composé de :
  - Beuthen, duché (1346-1618, Autriche)[110]
  - Breslau, duché (1348-1742, Prusse)[110]
  - Brieg, duché (1348-1742)[110]
  - Glatz, comté (?-1742)[111]
  - Glogau, duché (1348-1742, Prusse)[111]
  - Krossen, duché (1348-1482, Brandebourg)[112]
  - Liegnitz, duché (1348-1742)[110]
  - Militsch, duché (1348-1590)[104]
  - Münsterberg, duché (1348-1791, Prusse)[111]
  - Neisse, principauté (?-1201, principauté épiscopale de Breslau/1742, Prusse)[110]
  - Œls, duché (1348-1792, Brunswick)[112]
  - Opole, duché (1348-1532, Brandebourg-Ansbach)[110]
  - Pless, duché (1348-1765, Anhalt-Köthen)[104]
  - Ratibor, duché (?-1742, Prusse)[110]
  - Sagan, duché (1348-1742, Prusse)[113]
  - Schweidnitz-Jauer, duché (1348-1742)[111]
  - Trachenberg, duché (1471-1635, Autriche, principauté en 1741)[112]
  - Wohlau, duché (1348-1742)[110]
- Simmern (Posnanie), comté palatin (?-1815, Prusse) [65],[75],[104]
- Sœflingen, abbaye[73],[57]
- Solms, comté
  - Solms-Brauenfels, comté[87],[75]
  - Solms-Hohensolms, comté[87]
  - Solms-Laubach, comté[87]
  - Solms-Rœdelheim, comté[87]
- Souabe, duché
- Souabe autrichienne, comté[69]
- Spiegelberg, comté[66]
- Spire, principauté épiscopale[74]
- Spire, ville libre[63],[75]
- Sponheim, comté[75]
- Starhemberg, comté[86]
- Stavelot-Malmédy, abbaye[74] (B)
- Sternberg, comté[61]
- Stolberg-Gedern et Ortenberg, comté[87]
- Stolberg-Stolberg, comté[87]
- Stolberg-Wernigerode, comté[87]
- Strasbourg, principauté épiscopale (IVe-1803, Bade)[114]
- Strasbourg, ville impériale libre
- Stuhlingen, seigneurie[57]
- Styrie, duché[69]
- Sulz et Klettgau, comté[57]
- Sundgau, comté (FR)

### T
- Tarasp, seigneurie[69]
- Tecklembourg, comté (?-1707, Prusse)[66],[108]
- Tettnang et Langenargen, seigneurie[57]
- États du grand maître de l'Ordre teutonique[74]
- Thannhausen, comté[61],[57]
- Thengen, comté[57]
- Toscane marche (846-1197).
- Toul, comté princier épiscopal (évêché) (Xe siècle ? – 1552) (FR)
- Toul, ville d'Empire (XIIIe siècle – 1552)
- Tournai, seigneurie[67]
- Trente, principauté épiscopale[74],[69]
- Trèves, électorat et principauté archiépiscopale[76] (l'archevêque est également prince-électeur et archichancelier de Gaule)[115]
- Truchsess-Zeil-Wuerzach, seigneurie[57]
- Tübingen, comté palatin
- Turckheim, ville d'Empire (1278-1679)
- Tyrol, comté[69]

### U
- Überlingen, ville libre[58]
- Ulm, ville libre[58]
- Ursberg, abbaye (ou Ursperg)[73],[57]
- Usingen, comté[75]
- Utrecht, seigneurie[67]

### V
- Vaduz et Schellenberg, comté[57]
- Veldenz, comté palatin[65],[75]
- Verden, principauté[65]
- Verdun, comté
- Verdun, principauté épiscopale (évêché) (997 – 1552) (FR)
- Verdun, ville d'Empire (XIIIe siècle – 1552)
- Vérone, marche (952-1268)
- Vianden, comté
- Virnebourg, comté[66]

### W

#### Liste
- Waldbourg, comté
  - Waldbourg-Capustigall, comté
  - Waldbourg-Friedburg-Scheer, comté
  - Waldbourg-Scheer, comté
  - Waldbourg-Sonnerbourg, comté
  - Waldbourg-Trauchbourg, comté
  - Waldbourg-Waldbourg, comté
  - Waldbourg-Waldsee, comté puis principauté
  - Waldbourg-Wolfegg, comté
  - Waldbourg-Wolfegg-Waldsee, comté
  - Waldbourg-Wurzach, comté puis principauté
  - Waldbourg-Wolfegg-Zeil, comté
  - Waldbourg-Zeil, comté puis principauté
  - Waldbourg-Zeil-Hohenems, comté
  - Waldbourg-Zeil-Trauchbourg, comté
  - Waldbourg-Zeil et Trauchbourg, principauté

- Waldeck, comté
  - Waldeck-Pyrmont, principauté
- Waldsassen, abbaye impériale
- Walkenried, abbaye impériale
- Wangen, ville d'Empire
- Wartenberg, comté
- Weil, ville d'Empire
- Weingarten, abbaye
- Weissenau, abbaye
- Welzheim, seigneurie
- Werden, abbaye impériale
- Werdenbourg, comté
- Werle, principauté
- Wernigerode, comté
- Westerbourg, baronnie
- Westphalie, duché puis prévôté
- Wettenhausen, abbaye impériale
- Wetzlar, ville d'Empire
- Wichrath, seigneurie
- Wied, comté
- Wiesensteig, seigneurie
- Wiesentheid, seigneurie
- Wimpfen, ville d'Empire
- Windisch-Graetz, seigneurie
- Windsheim, ville d'Empire
- Winnebourg, seigeurie
- Wissembourg, abbaye impériale
- Wissembourg, ville d'Empire
- Wolfstein, principauté
- Worms, principauté épiscopale
- Worms, ville d'Empire
- Wurtemberg, comté, duché, électorat
- Wurtzbourg, principauté épiscopale
- Wurtzbourg, grand-duché

### Z

#### Liste
- Zähringen, duché
- Zélande, comté
- Zell am Hammersbach, ville libre
- Zollern, comté
- Zoug, canton suisse
- Zurich, canton suisse
- Zutphen, comté
- Zwiefhalten, abbaye impériale

### Glossaire
- Abbaye impériale
- Cercle impérial
- Diète d'Empire
- État impérial
- Hochstift
- Immédiateté impériale
- Kleinstaaterei
- Ligue urbaine
- Médiatisation
- Prince d'Empire
- Prince-abbé
- Prince-évêque
- Prince-électeur
- Sécularisation
- Ville libre d'Empire

### Sources
- (de) Karl Zeumer, Heeresmatrikel von 1422, Tübingen, Verlag von J.C.B. Mohr (Paul Siebeck), 1913, 2e éd. (1re éd. 1422).
- (de) Karl Zeumer, Reichsmatrikel von 1521, Tübingen, Verlag von J.C.B. Mohr (Paul Siebeck), 1913, 2e éd. (1re éd. 1521).
- (de) Verzeichnis der Reichskreise von 1532, Augsburg, Heinrich Steiner, 1532.
- (de) Reichsmatrikel beruhend auf den Beschlüssen des Nürnberger Exekutionstages, 1663, 3e éd.

### Cartes
- Cartes avec les frontières actuelles
- « Cartothèque »

- L'Empire de Charles Quint (XVIe siècle)
- « Assembler le Saint-Empire romain germanique : 1648 » sur YouTube

### Autres ressources
- (en) The Holy Roman Empire Association
- (en) Article sur Britannica
- Quizz sur les états de 1356